# 톰 월시 (육상 선수)
톰 월시(영어: Tom Walsh)로 잘 알려진 토머스 월시(영어: Tomas Walsh, 1992년 3월 1일~)는 뉴질랜드의 육상 선수로 주 종목은 포환던지기이다. 2016년과 2020년 하계 올림픽에서 동메달을 획득했고 세계 선수권 대회에서 금메달 1개, 동메달 1개를 획득했다.
그의 개인 최고 기록은 2019년에 기록한 22.90m로 현재 오세아니아 기록이자 뉴질랜드 국가 기록이다.